# The Jetsons: Invasion of the Planet Pirates
The Jetsons: Invasion of the Planet Pirates è un videogioco a piattaforme del 1994 sviluppato da Sting Entertainment e pubblicato da Taito per Super Nintendo Entertainment System. Basato sulla serie animata I pronipoti, il gioco è stato distribuito in Giappone dalla Kadokawa Shoten con il titolo Yōkai Buster: Ruka no daibōken (妖怪バスター ルカの大冒険?).